# Värmlandshäst
Värmlandshästen var en häst av svensk lantras som avlades i Värmland under 1800-talet för att användas i jord- och skogsbruk. Värmlandshästen var ganska liten men uppskattades för sin styrka och smidighet. Värmlandshästen är numera utdöd, efter att jordbruken utvecklades under mitten av 1900-talet. De flesta hästar utavlades med större hästar och används istället i utvecklingen av nordsvensken.

## Historia
Inhemska lanthästar har funnits i Sverige sedan urminnes tider. Lanthästarna har fungerat både som transportmedel, in skogs- och jordbruk och som kavallerihästar i krig. Då Sverige är ganska långsmalt så ställdes olika krav på hästarna beroende på vilket område de avlades. Därför uppstod flera olika, lokala stammar där hästarna hade olika storlek och egenskaper, trots att de svenska lanthästarna i grund och botten var av samma ras. Några exempel är färsingehästen från Färs härad i Skåne, levenehästen från Levene i Västergötland, jämthästen, hammerdalingen och den norrländska fjällbygdshästen. Aveln bedrevs lokalt inom socknarna och i byarna. Hingstarna fick ofta sitt namn efter den by de föddes i.
Värmlandshästen avlades i landskapet Värmland och användes, förutom till jordbruk och skogsbruk, även till att frakta malm. Värmlandshästen hade mycket norskt påbrå och beskrevs som stark, arbetsvillig och lydig och blev oumbärlig i brukssamhällena i Värmland. När oxarna utfasades behövdes ännu mer hästar. Det totala antalet hästar i Värmland under första hälften av 1800-talet räknades vara ca 13 000, och under de kommande 25 åren ökade dessa till över 20 000 hästar. Under mitten av 1800-talet var järnhanteringen i Värmland väldigt utbredd med över 28 hyttor i bruk. Det uppskattades att det behövdes mer än 300 000 hästdragna malmkärror per år i Värmland.
Hästarna ökade ännu mer i antal när intresset för en mer systematisk och kontrollerad avel ökade bland hästuppfödarna. 1803 bildades "Värmlands läns Hushållningssällskap" som fokuserade mycket på hästavel. 1839 startades den första avelsföreningen för hästar i Värmland. Men detta ökade intresse för hästavel, och det faktum att Värmlandshästen var ganska liten blev till slut värmlandshästens öde. Ädlare hästar började importeras från övriga Europa och korsades in i de inhemska lanthästarna. För att försöka rädda rasen startades en norsk hästförening för att försöka få fram tyngre och stabilare hästar, då de lättare hästarna inte höll för det arbete som bönderna krävde.
Under slutet av 1800-talet förbättrade man lanthästarna genom att avla ut dem med större kallblodshästar som clydesdale och ardenner. Värmlandshästen blev större men påverkades även negativt då den smidighet och härdighet de var kända för försvann. Först under början av 1900-talet började man försöka att avla en typ av häst som skulle påminna om de gamla lanthästarna. Istället för att återuppföda de gamla värmlandshästarna utvecklades dessa hästar istället så småningom till den nordsvenska brukshästen.

## Egenskaper
Värmlandshästen var av typisk lanthästtyp, liten och smidig men med en stor styrka och härdighet. Mankhöjden låg på ca 130–135 cm, vilket idag skulle klassas som ponny. De svenska lanthästarna föddes oftast upp utomhus där de fick gå fritt och leva på det bete som fanns. Detta gjorde hästarna tåliga och sunda, och de var billiga i drift för bönderna. Värmlandshästen dyrkades för sin styrka och dragkraft.